# 신나는 오후 4시
심현섭, 박준형의 신나는 오후 4시는 대한민국의 방송국인 한국방송공사의 라디오 채널 KBS 2라디오(수도권 106.1MHz AM 603KHz)에서 오후 16시 05분부터 오후 17시 57분까지 방송하였던 라디오 방송이다.
2010년 4월 19일 봄 개편으로 기존 박준형의 네시엔을 폐지하고 신설했으나, 2011년 1월 KBS 개편으로 2010년 12월 31일 방송을 끝으로 8개월만에 폐지되었다.

## 요일별 코너
- 월요일 : 신나는 초대석
- 화요일 : 으라차차 패밀리
- 수요일 : 세대공감 세상공감
- 목요일 : 퀴즈배틀
- 금요일 : 라디오 비타민
- 토요일 : 선곡 대결, 명곡 바이러스
- 일요일 : 사연과 신청곡
- 월~금 : 4시 통신, 밥은 먹고 다니냐?

## 같이 보기
- KBS
- KBS 2라디오